# Андриё, Кати
Кати́ Андриё (фр. Cathy Andrieu, род. 25 июня 1970, Каркасон) — французская модель и актриса.

## Биография
Родом из Каркассона.
Мисс Каркассон 1988.
Стала популярной после того, как снялась в молодёжном сериале Элен и ребята, где сыграла роль Кати. В сериале Кати — подруга Этьена.
Кати неоднократно снималась в телевизионных рекламных роликах и для глянцевых журналов. Существует рекламный ролик, в котором Кати Андриё снималась вместе со своим бойфрендом по сериалу «Элен и ребята» Давидом Пру (Этьен). Также Кати Андриё снималась в сериале «Философия по Филу» (фр. La Philo selon Philippe) в роли учительницы рисования Валентины, в сериале «Сан-Тропе» и других. Кати можно увидеть и в музыкальном клипе Мишеля Сарду под названием Marie-Jeanne.
Кати была замужем за Давидом Пру, в браке с которым у неё родилось двое детей (дочь Алис и сын Маттис). После развода с Давидом она вышла замуж за парижского адвоката.

## Фильмография
- 1992: Элен и ребята (фр. Hélène et les Garçons) (ТВ-сериал)
- 1995: Философия по Филу (фр. Philo selon Philippe) (ТВ-сериал)
- 2006: Сан-Тропе (фр. Sous le soleil) (ТВ-сериал)